# 聯想心理學
聯想心理學(associationism)，又稱聯結論。為一門主張心理與道德現象可能用觀念聯想來加以解釋的學說。強調時間序列經驗的聯想是心理概念形成的基礎。创始人为大卫·哈特利，代表人物有：桑代克、巴甫洛夫、斯金納等。
聯想心理學的基本觀點包括：
1. 學習是刺激與反應的聯結，即S¾ R之間的聯結。桑代克說：「學習即聯結，心即人的聯結系統」。
2. 學習是一種漸進的、「嘗試與錯誤」，直至最後成功的過程。

強化對學習很重要。斯金納認為，行為之所以發生變化，是由於強化作用。如果一個行為發生後，接著呈現一個強化刺激，行為強度就會增加，因而，直接控制強化物，就是控制行為。